# Hyalaula apatelia
Hyalaula apatelia är en fjärilsart som beskrevs av Diakonoff 1955. Hyalaula apatelia ingår i släktet Hyalaula och familjen äkta malar. Inga underarter finns listade i Catalogue of Life.